# Emmanuel Ekong
Emmanuel Ekong, né le 25 juin 2002 à Reggio d'Émilie en Italie, est un footballeur suédois qui évolue au poste d'ailier gauche au Malmö FF.

## Biographie

### En club
Né à Reggio d'Émilie en Italie, Emmanuel Ekong est notamment formé par l'IF Brommapojkarna avant de rejoindre en 2018 l'Empoli FC, où il poursuit sa formation. Lors de la saison 2020-2021, il remporte notamment le championnat avec la Primavera, se révélant comme l'un des joueurs les plus prometteurs du club.
Il joue son premier match en professionnel avec l'Emoli FC, le 5 septembre 2022 face à l'US Salernitana, lors d'une rencontre de championnat. Il entre en jeu à la place de Martín Satriano les deux équipes se neutralisent (2-2 score final).
Le 7 septembre 2023, Emmanuel Ekong rejoint le NK Istra 1961, en Croatie, sous la forme d'un prêt d'une saison.
Ekong fait son retour à Empoli pour la saison 2024-2025, à cette occasion il marque son premier but en professionnel pour le club, le 24 septembre 2024, lors d'une rencontre de coupe d'Italie face au Torino FC. Titulaire, il ouvre le score et contribue ainsi à la victoire des siens (1-2 score final),.

### En sélection
Emmanuel Ekong représente la Suède en sélection. Il joue notamment avec les moins de 17 ans, jouant deux matchs et marquant un but en 2019.

## Vie privée
Emmanuel Ekong est le fils de l'ancien attaquant international nigérian, Prince Ikpe Ekong. Il est né en Italie au moment où son père portait les couleurs de l'AC Reggiana. Il a ensuite grandit en Suède.